# Georg III. von Neideck

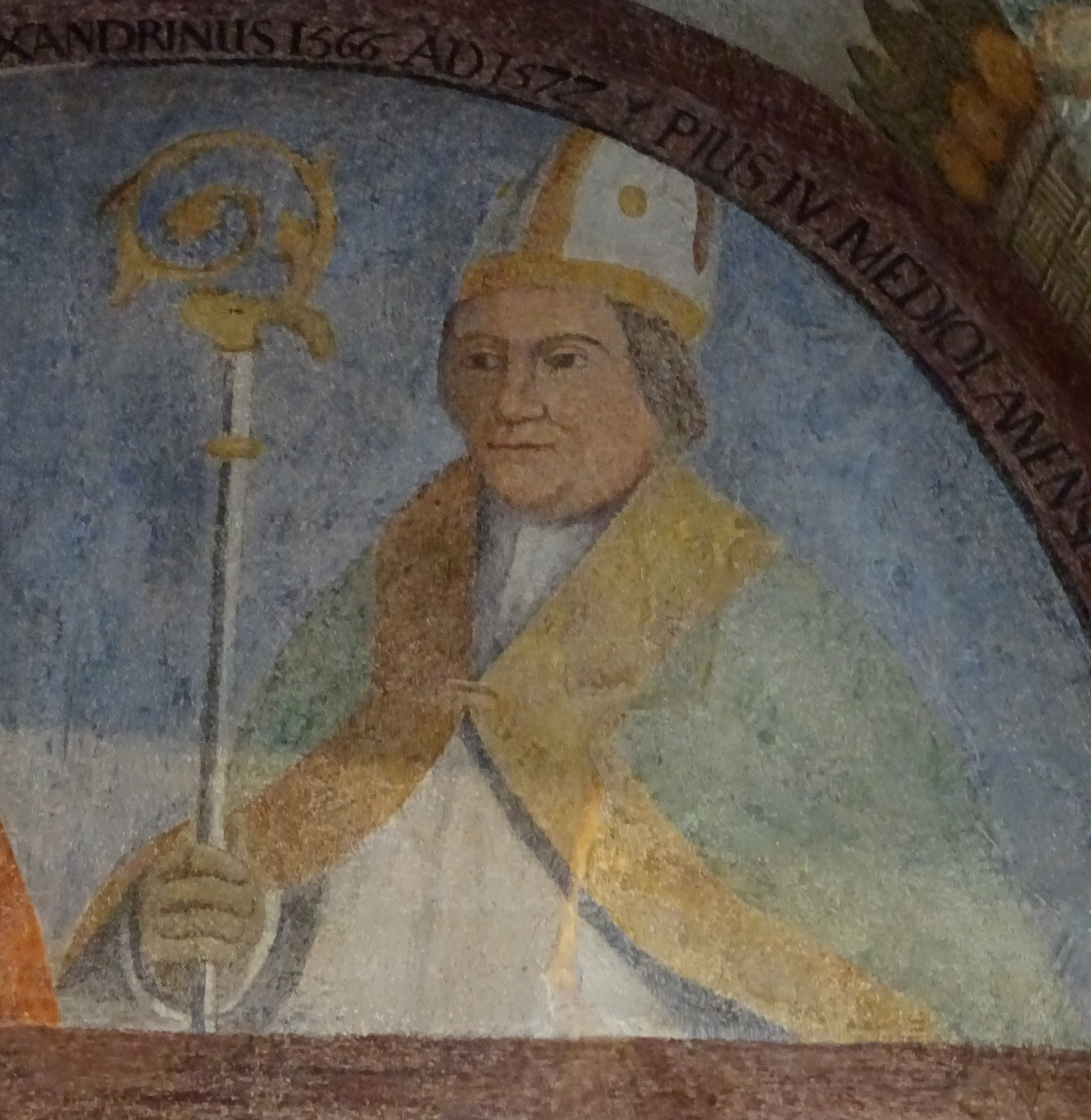
Georg III. von Neideck in einem Fresko von Marcello Fogolino im Castello del Buonconsiglio, Trient

Georg III. von Neideck († 5. Juni 1514 in Verona) war ein römisch-katholischer Geistlicher.
Neideck entstammte einem in Tirol und auch in Vorderösterreich angesessenen Adelsgeschlecht. Sein Bruder Victor von Neideck/Neidegg war mit Eberhardzell und Schweinhausen belehnt.
Neideck wurde Domherr in Trient und Brixen sowie Kanzler von deutschen Königs. Ulrich von Liechtenstein setzte ihn mit Zustimmung des Kapitels und Maximilian I.  als Koadjutor ein. Bischof Ulrich starb, bevor die päpstliche Bestätigung erteilt war.
Neideck wurde am 25. September 1505 zum Bischof von Trient gewählt. Die geistliche Verwaltung übernahm der Domherr Johannes Ortwein. Im Oktober 1505 bestätigte der deutsche König die Wahl. Am 5. Juni 1506 bestätigte Papst Julius II. die Wahl. Am 1. Juli 1507 wurde er zum Bischof geweiht.